# Káto Paliokaryá
Káto Paliokaryá är en ort i Grekland.   Den ligger i prefekturen Trikala och regionen Thessalien, i den centrala delen av landet, 250 km nordväst om huvudstaden Aten. Káto Paliokaryá ligger 748 meter över havet och antalet invånare är 148.
Terrängen runt Káto Paliokaryá är bergig åt nordost, men åt sydväst är den kuperad. Runt Káto Paliokaryá är det ganska glesbefolkat, med 22 invånare per kvadratkilometer. Närmaste större samhälle är Mouzáki, 12,9 km öster om Káto Paliokaryá. I omgivningarna runt Káto Paliokaryá växer i huvudsak blandskog.